# Catharanthus lanceus
Catharanthus lanceus är en oleanderväxtart som först beskrevs av Boj. och A. Dc., och fick sitt nu gällande namn av Marcel Pichon. Catharanthus lanceus ingår i släktet Catharanthus och familjen oleanderväxter. Inga underarter finns listade i Catalogue of Life.